# Artemisia juncea
Artemisia juncea là một loài thực vật có hoa trong họ Cúc. Loài này được Kar. & Kir. mô tả khoa học đầu tiên năm 1842.